# Карел Стібор
Карел Стібор (чеськ. Karel Stibor; нар. 5 листопада 1924, Прага, Чехословаччина — пом. 8 листопада 1948, Ла-Манш) — чехословацький хокеїст, центральний нападник. Срібний медаліст Олімпійських ігор і чемпіон світу.

## Біографія
Виступав за один з найсильніших клубів тогочасної Європи — ЛТЦ (Прага). Триразовий переможець чемпіонатів Чехословаччини.
У складі національної команди дебютував 2 грудня 1945 року. Товариська гра у Стокгольмі проти збірної Швеції завершилася поразкою з рахунком 1:5.
1947 року, його команда, вперше стала найсильнішою на чемпіонаті світу. Наступного сезону, на Олімпійських іграх 1948 року, чехословаки поступилися канадцям, у боротьбі за перше місце, лише за різницею закинутих та пропущених шайб (+62 проти +64). На Олімпійських іграх і чемпіонатах світу провів 12 ігор, закинув 9 шайб. Всього в складі збірної Чехословаччини провів 23 матчі, 14 голів.
8 листопада 1948 року шість гравців національної команди вилетіли на невеликому двомоторному літаку з Парижа в Лондон, де Чехословаччина мала відіграти кілька товариських ігор. Літак злегка відхилився від курсу через густий туман і просто зник з радарів. Через кілька діб в протоці було виявлено тіло пілота, але ніяких уламків знайдено не було. В авіакатастрофі загинули хокеїсти збірної Зденек Ярковський, Мірослав Покорний, Карел Стібор, Ладіслав Трояк, Зденек Шварц і Вілібальд Штовік.
1968 року — посмертно отримав почесне спортивне звання «Заслужений майстер спорту».
6 квітня 2010 року був обраний до Зали слави чеського хокею.

## Досягнення
- Олімпійські ігри

 Віце-чемпіон (1): 1948
- Чемпіонат світу

 Чемпіон (1): 1947
 Віце-чемпіон (1): 1948
- Чемпіонат Європи

 Чемпіон (2): 1947, 1948
- Чемпіонат Чехословаччини

 Чемпіон (3): 1946, 1947, 1948
- Чемпіонат Богемії і Моравії

 Чемпіон (2): 1943, 1944